# Taiwa
Taiwa (jap. 大和町 Taiwa-chō) – miasto w Japonii, na wyspie Honsiu, w prefekturze Miyagi. Według danych na rok 2020 miejscowość zamieszkiwało 28 786 mieszkańców , a gęstość zaludnienia wyniosła 127,7 os./km².